# Мирошниченко, Виктория Алексеевна
Виктория Алексеевна Мирошниченко (род. 1994, Иркутск) — российская актриса кино и театра. Наиболее известна благодаря роли Ии в драматическом фильме режиссёра Кантемира Балагова «Дылда». Номинант на премию Европейской киноакадемии в категории «Лучшая актриса».

## Биография
Родилась 17 мая 1994 года в Иркутске. В детстве занималась танцами и рисованием. В старших классах посещала кружок при техническом университете. Выбрала актёрство из нескольких профессий, включая архитектуру.
Дебютная роль в кино — фронтовичка Ия Сергеевна в «Дылде» — принесла Мирошниченко популярность, а также признание критики, награды и номинации.
В 2019 году окончила отделение актёрского мастерства ГИТИС (мастерская Каменьковича и Крымова).

## Фильмография
- 2019 — «Дылда» — Ия Сергеевна
- 2022 — «Сказка для старых» — девушка Мули
- 2023 — «Белый список» — Соловьёва
- 2023 — «Лимонов, баллада об Эдичке» — Елена Щапова

## Награды
- «Золотой орёл» — лучшая женская роль в кино[6]
- Международный кинофестиваль в Лиссабоне и Эшториле — специальный приз жюри за художественный вклад (совместно с Василисой Перелыгиной)
- IX Сахалинский международный кинофестиваль «Край света» — приз за лучшую женскую роль (совместно с Василисой Перелыгиной)
- Международный кинофестиваль в Турине — лучшая актриса (совместно с Василисой Перелыгиной)
- Национальная кинематографическая премия «Ника» — лучшая женская роль («Дылда»)[7]